# Тихомиров, Николай Александрович
Николай Александрович Тихомиров (1902—1967) — советский хозяйственный, государственный и политический деятель, Герой Социалистического Труда.

## Биография
Родился в 1902 году в Костромской губернии. Член ВКП(б) с 1932 года.
С 1918 года — на хозяйственной, общественной и политической работе. В 1918—1962 гг. — плотник, сплавщик леса, начальник лесопункта.
Участник Великой Отечественной войны, политрук взвода отряда «Боевые друзья» 1-й партизанской бригады Карельского фронта.
Директор Деревянского леспромхоза, директор Пяжиево-Сельского леспромхоза, директор Лахколамбинского леспромхоза Суоярвского района Карело-Финской ССР/Карельской АССР.
Указом Президиума Верховного Совета СССР от 5 октября 1957 года присвоено звание Героя Социалистического Труда с вручением ордена Ленина и золотой медали «Серп и Молот».
Избирался депутатом Верховного Совета СССР 5-го созыва.
Умер в г. Петрозаводске 24 сентября 1967 года..